# Breslauer SC 08
Le Breslauer SC 08 fut un club allemand de football localisé dans la ville de Breslau, dans la province de Basse-Silésie (de nos jours Wrocław en Pologne).
Il évoluait au Sportplatz Roonstraße, doté de 8 000 places.

## Histoire
Le club fut fondé en 1908 et s’affilia directement à la Südostdeutscher Fußballverband (SOFV). Le club connut sa meilleure période au milieu des années 1920.
En 1925, en terminant vice-champion de cette ligue et en gagnant ainsi le droit de participer au tour final national. Le SC 08 élimina le VfB Leipzig (2-1) au premier tour puis fut éliminé, en quarts de finale, par le futur champion, le 1. FC Nuremberg (1-4).
En 1926, le club enleva le titre Südostdeutscher Fußballverband et participa de nouveau au tour final national. Il élimine le Dresdner SC (1-0) lors du tour préliminaire, puis fut éliminé par le SpVgg Fürth (0-4).
Deux ans  plus tard, un autre titre régional permit au club de participer une 3e fois à la phase finale, mais cette fois l’aventure se termina dès le premier tour contre le VfB Königsberg (2-3).
En 1929, Breslauer SC 08 fut une nouvelle fois vice-champion régional. Le club silésien atteignit cette fois les demi-finales. Il prit sa revanche sur le VfB Königsberg (1-2) puis se qualifia contre le Bayern Munich (4-3, après prolongation). À Francfort/Main, le SpVgg Fürth, futur champion, s’avéra trop fort (6-1).
Breslau SC 08 conserva une équipe compétitive dans les années 1930 mais ne fit plus qu’une seule apparition en phase finale nationale. Lors de la saison 1931-1932, le club fut vice-champion de la SOFV. Il fut éliminé dès les 1/8e de finale par Holstein Kiel (1-4). 

### Breslauer SpVg 02
Après l’arrivée au pouvoir des Nazis, en 1933, le club fusionna avec un autre cercle local le Vereinigte Breslauer Sportfreunde pour former le Breslauer SpVg 02 qui fut un des fondateurs de la Gauliga Silésie, une des seize ligues créées sur l’ordre du régime nazi qui réforma les compétitions de football. Le club joua dans cette ligue, dont il fut vice-champion en 1934 et 1938 jusqu’en 1941. Après cette date, la ligue fut scindée en deux. Breslauer Spiel Vereinigung 02 joua dans la Gauliga Basse-Silésie. Il en fut champion en 1942 et vice-champion en 1943 et 1944.
Exempté du premier tour de la phase finale du championnat 1942, le Breslauer SpVg 02 fut éliminé en huitièmes de finale par le Planitzer SC (2-1, après prolongation).
En 1945, après la capitulation de l’Allemagne nazie, la Silésie devint territoire polonais. Toute la population allemande fut expulsée. Les clubs furent dissous. Son stade du Sportplatz Roonstraße tombe également à l'abandon.

## Palmarès
- Champion de la Südostdeutscher Fußballverband (SOFV) : 2 (1926, 1928).
- Vice-champion de la Südostdeutscher Fußballverband (SOFV) : 3 (1925, 1929, 1932).
- Vice-champion de la Gauliga Silésie : 2 (1934, 1938).
- Champion de la Gauliga Basse-Silésie : 1 (1942).
- Vice-champion de la Gauliga Basse-Silésie : 2 (1943, 1944).

## Sources et liens externes
- Archives des ligues allemandes depuis 1903
- Hardy Grüne, (1996). Vom Kronprinzen bis zur Bundesliga. Kassel: AGON Sportverlag  (ISBN 3-928562-85-1)
- Hardy Grüne (2001). Vereinslexikon. Kassel: AGON Sportverlag  (ISBN 3-89784-147-9)